# Camponotus ceylonicus
Camponotus ceylonicus é uma espécie de inseto do gênero Camponotus, pertencente à família Formicidae.